# Roeien op de Olympische Zomerspelen 2024
Roeien was een van de sporten die werden beoefend tijdens de Olympische Zomerspelen 2024 in Parijs. Het roeitoernooi werd van 27 juli t/m 3 augustus 2024 gehouden in de Stade nautique olympique d'Île-de-France (voorheen Stade nautique de Vaires-sur-Marne), zo'n tien kilometer ten oosten van het centrum van Parijs. Het deelnemersveld bestond uit 502 atleten, gelijk verdeeld over de geslachten en verspreid over veertien evenementen (zeven per geslacht). Nederland eindigde op een historische eerste plaats in het medailleklassement, met vier gouden, drie zilveren en een bronzen medaille, gevolgd door Groot-Brittannië en Roemenië.  

## Kwalificatie
In totaal konden 198 boten en 502 atleten zich plaatsen voor het olympisch toernooi. Het aantal boten en atleten was gelijk voor beide geslachten. Elk nationaal olympisch comité (NOC) kon maximaal één boot per evenement en daarmee maximaal 24 atleten per geslacht afvaardigen. Een quotaplaats werd vergeven aan een NOC en niet aan de atleet.
Het kwalificatieproces voor mannen en vrouwen was gelijk. Gastland Frankrijk had tijdens het WK 2023 al drie quotaplaatsen behaald en kon daarom geen aanspraak maken op 'gastlandplaatsen'. Bij de skiff werden vier plaatsen toegekend door de olympische tripartitecommissie. De overige plaatsen waren te verdienen bij de wereldkampioenschappen van 2023, continentale kwalificatietoernooien in 2023 en het afsluitende olympisch kwalificatietoernooi in 2024.

## Competitieschema
Hieronder volgt het competitieschema van het roeien op de Olympische Zomerspelen 2024. De onderdelen beginnen elk met de series en de herkansingsronde en eindigen met een finale. De lichte dubbel-twee, dubbel-twee en twee-zonder hebben bovendien halve finales, terwijl de skiff ook kwartfinales heeft. 
| S | Series | H | Herkansing | ¼ | Kwartfinale | ½ | Halve finale | F | Finale |

| Datum →            | 27    | 28    | 29    | 30    | 31    | 01    | 02    | 03    |
| Onderdeel ↓        | 27    | 28    | 29    | 30    | 31    | 01    | 02    | 03    |
| Skiff              | Skiff | Skiff | Skiff | Skiff | Skiff | Skiff | Skiff | Skiff |
| ------------------ | ----- | ----- | ----- | ----- | ----- | ----- | ----- | ----- |
| Mannen             | S     | H     |       | ¼     |       | ½     |       | F     |
| Vrouwen            | S     | H     |       | ¼     |       | ½     |       | F     |
| Lichte dubbel-twee |       |       |       |       |       |       |       |       |
| Mannen             |       | S     | H     |       | ½     |       | F     |       |
| Vrouwen            |       | S     | H     |       | ½     |       | F     |       |
| Dubbel-twee        |       |       |       |       |       |       |       |       |
| Mannen             | S     | H     |       | ½     |       | F     |       |       |
| Vrouwen            | S     | H     |       | ½     |       | F     |       |       |
| Twee-zonder        |       |       |       |       |       |       |       |       |
| Mannen             |       | S     | H     |       | ½     |       | F     |       |
| Vrouwen            |       | S     | H     |       | ½     |       | F     |       |
| Dubbel-vier        |       |       |       |       |       |       |       |       |
| Mannen             | S     | H     |       |       | F     |       |       |       |
| Vrouwen            | S     | H     |       |       | F     |       |       |       |
| Vier-zonder        |       |       |       |       |       |       |       |       |
| Mannen             |       | S     |       | H     |       | F     |       |       |
| Vrouwen            |       | S     |       | H     |       | F     |       |       |
| Acht               |       |       |       |       |       |       |       |       |
| Mannen             |       |       | S     |       |       | H     |       | F     |
| Vrouwen            |       |       | S     |       |       | H     |       | F     |

## Medailles

### Medaillewinnaars
Mannen
| Onderdeel          | Goud | Goud | Zilver | Zilver | Brons | Brons |
| ------------------ | ---- | --- | ------ | --- | ----- | --- |
| Skiff              | GER  | Oliver Zeidler | AIN    | Yauheni Zalaty | NED   | Simon van Dorp |
| Lichte dubbel-twee | IRL  | Fintan McCarthy Paul O'Donovan                                                                                                  | ITA    | Stefano Oppo Gabriel Soares | GRE   | Petros Gkaidatzis Antonios Papakonstantinou                                                                                                  |
| Dubbel-twee        | ROU  | Andrei Cornea Marian Enache | NED    | Melvin Twellaar Stef Broenink | IRL   | Daire Lynch Philip Doyle |
| Twee-zonder        | CRO  | Martin Sinković Valent Sinković                                                                                                 | GBR    | Oliver Wynne-Griffith Thomas George | SUI   | Roman Röösli Andrin Gulich |
| Dubbel-vier        | NED  | Lennart van Lierop Finn Florijn Tone Wieten Koen Metsemakers                                                                    | ITA    | Luca Chiumento Luca Rambaldi Giacomo Gentili Andrea Panizza                                                                                 | POL   | Fabian Barański Mateusz Biskup Dominik Czaja Mirosław Ziętarski                                                                              |
| Vier-zonder        | USA  | Nick Mead Justin Best Michael Grady Liam Corrigan                                                                               | NZL    | Oliver Maclean Logan Ullrich Tom Murray Matt Macdonald                                                                                      | GBR   | Oliver Wilkes David Ambler Matt Aldridge Freddie Davidson                                                                                    |
| Acht               | GBR  | Morgan Bolding Sholto Carnegie Rory Gibbs Thomas Ford Jacob Dawson Charles Elwes Thomas Digby James Rudkin Harry Brightmore (s) | NED    | Ralf Rienks Olav Molenaar Sander de Graaf Ruben Knab Gert-Jan van Doorn Jacob van de Kerkhof Jan van der Bij Mick Makker Dieuwke Fetter (s) | USA   | Henry Hollingsworth Nicholas Rusher Christian Tabash Clark Dean Christopher Carlson Peter Chatain Evan Olson Pieter Quinton Rielly Milne (s) |

Vrouwen
| Onderdeel          | Goud | Goud | Zilver | Zilver | Brons | Brons |
| ------------------ | ---- | --- | ------ | --- | ----- | --- |
| Skiff              | NED  | Karolien Florijn | NZL    | Emma Twigg | LTU   | Viktorija Senkutė |
| Lichte dubbel-twee | GBR  | Emily Craig Imogen Grant | ROU    | Gianina Beleagă Ionela Cozmiuc | GRE   | Dimitra Kontou Zoi Fitsiou |
| Dubbel-twee        | NZL  | Brooke Francis Lucy Spoors | ROU    | Nicoleta-Ancuța Bodnar Simona Radiș | GBR   | Mathilda Hodgkins-Byrne Becky Wilde                                                                                               |
| Twee-zonder        | NED  | Ymkje Clevering Veronique Meester | ROU    | Ioana Vrînceanu Roxana Anghel | AUS   | Jessica Morrison Annabelle McIntyre                                                                                               |
| Dubbel-vier        | GBR  | Lauren Henry Hannah Scott Lola Anderson Georgina Brayshaw                                                                                           | NED    | Laila Youssifou Bente Paulis Roos de Jong Tessa Dullemans                                                                                            | GER   | Maren Völz Tabea Schendekehl Leonie Menzel Pia Greiten                                                                            |
| Vier-zonder        | NED  | Marloes Oldenburg Hermijntje Drenth Tinka Offereins Benthe Boonstra                                                                                 | GBR    | Helen Glover Esme Booth Samantha Redgrave Rebecca Shorten                                                                                            | NZL   | Jackie Gowler Phoebe Spoors Davina Waddy Kerri Williams                                                                           |
| Acht               | ROU  | Adriana Adam Roxana Anghel Amalia Bereș Ancuța Bodnar Maria Luhaci Simona Radiș Maria Magdalena Rusu Ioana Vrinceanu Victoria-Ștefania Petreanu (s) | CAN    | Abigail Dent Caileigh Filmer Kasia Gruchalla-Wesierski Maya Meschkuleit Sydney Payne Jessica Sevick Kristina Walker Avalon Wasteneys Kristen Kit (s) | GBR   | Annie Campbell-Orde Holly Dunford Emily Ford Lauren Irwin Heidi Long Rowan McKellar Eve Stewart Harriet Taylor Henry Fieldman (s) |

### Medaillespiegel
| Plaats | Land             | NOC    | Goud | Zilver | Brons | Totaal |
| ------ | ---------------- | ------ | ---- | ------ | ----- | ------ |
| 1      | Nederland        | NED    | 4    | 3      | 1     | 8      |
| 2      | Groot-Brittannië | GBR    | 3    | 2      | 3     | 8      |
| 3      | Roemenië         | ROU    | 2    | 3      | 0     | 5      |
| 4      | Nieuw-Zeeland    | NZL    | 1    | 2      | 1     | 4      |
| 5      | Duitsland        | GER    | 1    | 0      | 1     | 2      |
| 5      | Ierland          | IRL    | 1    | 0      | 1     | 2      |
| 5      | Verenigde Staten | USA    | 1    | 0      | 1     | 2      |
| 8      | Kroatië          | CRO    | 1    | 0      | 0     | 1      |
| 9      | Italië           | ITA    | 0    | 2      | 0     | 2      |
| 10     | Canada           | CAN    | 0    | 1      | 0     | 1      |
| 10     | Neutrale atleten | AIN    | 0    | 1      | 0     | 1      |
| 11     | Griekenland      | GRE    | 0    | 0      | 2     | 2      |
| 12     | Australië        | AUS    | 0    | 0      | 1     | 1      |
| 12     | Litouwen         | LTU    | 0    | 0      | 1     | 1      |
| 12     | Polen            | POL    | 0    | 0      | 1     | 1      |
| 12     | Zwitserland      | SUI    | 0    | 0      | 1     | 1      |
| Totaal | Totaal           | Totaal | 14   | 14     | 14    | 42     |

Atletiek · Badminton · Basketbal · Boksen · Boogschieten · Breaking · Gewichtheffen · Golf · Gymnastiek · Handbal · Hockey · Judo · Kanovaren · Klimsport · Moderne vijfkamp · Paardensport · Roeien · Rugby · Schermen · Schietsport · Schoonspringen · Skateboarden  · Surfen · Synchroonzwemmen · Taekwondo · Tafeltennis · Tennis · Triatlon · Voetbal · Volleybal · Waterpolo · Wielersport · Worstelen · Zeilen · Zwemmen
Parijs 1900 · 
St. Louis 1904 · 
Londen 1908 · 
Stockholm 1912 · 
Antwerpen 1920 · 
Parijs 1924 · 
Amsterdam 1928 · 
Los Angeles 1932 · 
Berlijn 1936 · 
Londen 1948 · 
Helsinki 1952 · 
Melbourne 1956 · 
Rome 1960 · 
Tokio 1964 · 
Mexico-stad 1968 · 
München 1972 · 
Montréal 1976 · 
Moskou 1980 · 
Los Angeles 1984 · 
Seoel 1988 · 
Barcelona 1992 · 
Atlanta 1996 · 
Sydney 2000 · 
Athene 2004 · 
Peking 2008 · 
Londen 2012 · 
Rio de Janeiro 2016 · 
Tokio 2020 · 
Parijs 2024 ·  
Los Angeles 2028 
Medaillewinnaars